# Bianca Atzei
Veronica Atzei (Milaan, 8 maart 1987), beter bekend onder haar artiestennaam Bianca Atzei, is een Italiaanse zangeres en televisiepersoonlijkheid.

## Biografie
Bianca Atzei werd geboren in Milaan als dochter van ouders uit Oristano. Ze begon op achtjarige leeftijd met zangstudies en luisterde naar Whitney Houston en Mariah Carey, maar werd ook beïnvloed door Italiaanse artiesten uit de jaren zestig, zoals Luigi Tenco, Patty Pravo en Sergio Endrigo. Op haar zeventiende volgde ze twee jaar lang een opleiding aan de MAS-muziekacademie in Milaan. Tijdens deze periode deed ze haar eerste ervaring op als zangeres door bij te dragen aan jingles en leadertracks. Ook werkte ze als achtergrondzangeres voor het talentenjachtprogramma CD Live op Rai Due en het televisieprogramma Domenica Cinque, gepresenteerd door Barbara D’Urso.

### Beginjaren
In 2012 deed Atzei mee aan Sanremo Social, de voorselectie voor het Sanremo Muziekfestival, met haar debuutsingle La gelosia, maar werd niet geselecteerd. Op 3 augustus 2012 bracht ze de single L’amore vero uit, die veel airplay kreeg op de radio en meer dan een miljoen weergaven op YouTube behaalde. Later dat jaar verscheen opnieuw La gelosia, ditmaal in samenwerking met de Italiaanse popgroep Modà. In de zomer van 2012 gaf ze talrijke optredens door heel Italië, vooral op Sardinië.
In 2013 probeerde Atzei opnieuw deel te nemen aan het Sanremo Muziekfestival in de categorie Nuove proposte met het nummer Arido, maar werd opnieuw afgewezen. In mei bracht ze het nummer Fino in fondo uit met Niccolò Agliardi. Haar samenwerking met Kekko Silvestre van Modà leidde tot de zomerhit La paura che ho di perderti, uitgebracht op 4 juli 2013, die door FIMI werd gecertificeerd als een gouden plaat met meer dan 15.000 verkochte exemplaren. Hiermee nam ze deel aan het Coca-Cola Summer Festival in Rome en haalde ze de finale. In de herfst van 2013 opende ze verschillende concerten van Modà’s tournee.
In oktober 2013 verscheen het album Bisogna vivere van Gianni Morandi, waarop ze te horen was in het nummer Ti porto al mare. Een week later zong ze samen met Morandi het lied In amore tijdens zijn concert in de Arena van Verona. Eind 2013 bracht ze een cover uit van One Day I’ll Fly Away van Randy Crawford, als onderdeel van de soundtrack van de miniserie Anna Karenina, uitgezonden op Rai Uno.

### Sanremo 2015 en Bianco e nero
In februari 2015 nam Bianca deel aan het 65e Sanremo Muziekfestival met het nummer Il solo al mondo, geschreven door Kekko Silvestre. Ze eindigde op de 14e plaats. Tijdens het festival droeg ze vier verschillende outfits, ontworpen door Antonio Marras. Op 12 februari, tijdens de cover-avond van het festival, zong ze Ciao amore, ciao van Luigi Tenco, in samenwerking met Alex Britti. Op diezelfde dag bracht ze haar eerste album Bianco e nero uit, dat twintig nummers bevatte, waaronder eerdere singles. Haar cover van Ciao amore, ciao werd op 13 april 2015 als tweede single van het album uitgebracht.
In juni 2015 trad Bianca op tijdens het Coca-Cola Summer Festival, waar ze Ciao amore, ciao uitvoerde met Alex Britti. Op 24 juni bracht ze de single In un giorno di sole uit, waarmee ze genomineerd werd voor de Premio RTL 102.5 – Canzone dell’estate. Later in het jaar bracht ze nog de single Riderai uit en werkte ze samen met Gigi D'Alessio aan het nummer Torna a Surriento.
In 2016 werkte ze samen met Loredana Bertè aan Così ti scrivo en Amici non ne ho… ma amiche sì! en met Ron aan Per questa notte che cade giù en Una città per cantare. Op 17 juni bracht ze haar vijfde single uit van Bianco e nero, getiteld La strada per la felicità (Laura).
Van 16 september tot 28 oktober 2016 nam Bianca deel aan het talentenprogramma Tale e quale show op Rai Uno, waar ze als achtste eindigde en zich kwalificeerde voor de volgende ronde Il torneo. Op 7 december trad ze op tijdens de traditionele kerstboomverlichtingsceremonie in Milaan, samen met het Kinderkoor van Antoniano.

### Sanremo 2017 en Ora esisti solo tu
Op 12 december 2016 werd haar deelname aan het 67e Sanremo Muziekfestival aangekondigd met het nummer Ora esisti solo tu. Ze bereikte de finale en eindigde op de 9e plaats. Tijdens het festival droeg ze opnieuw ontwerpen van Antonio Marras. Op 8 mei 2017 werd de single gecertificeerd als een gouden plaat, met meer dan 25.000 verkochte exemplaren.
Op 12 mei bracht ze haar nieuwe single Abbracciami perdonami gli sbagli uit en publiceerde ze haar eerste boek, Ora esisti solo tu – Una storia d’amore, uitgegeven door Mursia. Die zomer ging ze op tournee met de Bianca Atzei Live 2017, met meer dan dertig optredens in heel Italië.
Vanaf 17 november 2017 nam Bianca opnieuw deel aan Tale e quale show – Il torneo.
Op 4 januari 2018 bevestigde ze haar deelname aan L'Isola dei Famosi, de Italiaanse versie van Celebrity Survivor, die vanaf 22 januari op Canale 5 werd uitgezonden. Op 26 januari 2018 bracht ze de single Fire on Ice uit.
- International Standard Name Identifier: 0000 0004 0735 8734
- MusicBrainz: 8f443cc3-fc6f-4399-b0ce-4565ce578772